# Apple Developer Connection
Apple Developer（アップル・デベロッパー）は、Appleの iOS・macOS・macOS Server・watchOS・tvOS 開発者向けのサポートサービスである。

## 概要
デベロッパとしての登録 (Apple Developer) はApple Accountさえあれば無料で行える。2016年10月現在、新規登録・更新可能な主なプログラムは、Apple Developer Program（年会費11,800円(税抜)）、Apple Developer Enterprise Program（年会費37,800円(税抜)）の2つである。かつては Mac Developer Program や iOS Developer Program があったが Apple Developer Program にまとめられた。

### Apple Developer
Apple Developerは、Xcodeなどの開発用アプリケーション Apple Developers Tools や各種ドキュメント・SDKの最新版を無料でダウンロード・使用出来る。また、Worldwide Developers ConferenceといったAppleが開催する開発者イベントへの参加登録が出来る。iOS・macOS・macOS Server・watchOS・tvOS や一部アプリケーションの開発版や最新版を（互換性検証の為などに）ダウンロード・使用出来る。開発者フォーラムを利用出来る。

### Apple Developer Program・Apple Developer Enterprise Program
Apple Developer Program や Apple Developer Enterprise Program に登録すると、Appleによるテクニカルサポート（年間2件まで）が受けられる。App Store や Mac App Store でのアプリケーションの配布申請が出来る。

### Select・Premier
Apple製各種ハードウェアのディスカウントを受けられたり、無料セミナー受講やApple社内(クパチーノ、東京、北京)に設けられたADCコンパティビリティラボを利用出来る、Select（年会費56,800円）・Premier（年会費395,800円）メンバーシップもあったが、2010年3月に行われた会員制度改訂によって新規登録と更新手続が中止された。既に登録・更新した既存会員は特典を受けられるが今後の契約更新は不可能で、両メンバーシップは廃止された。

## iOS・watchOS・tvOS アプリケーションの配布
Apple Developer に登録する事で、下記の方法で iOS・watchOS・tvOS 端末にアプリケーションを入れられる。
- 開発用
  - 開発用に1台だけ入れる場合 - 無償の Apple Developer に登録すれば可能
- 一般向け配布
  - App Store から配布 - Apple Developer Program の登録が必要。Appleによる審査がある。
  - TestFlight Beta Testing - 60日間・2000台にβテスト用に配布できる。Apple Developer Program の登録が必要。
- 組織内アプリ：IPA ファイルを配布し iTunes 経由で iOS・watchOS・tvOS 端末にインストールする（Appleによる審査なし）
  - アドホック配布 - 100台以下の端末で、端末ごとの UDID を登録し、その許可した端末だけにインストールできる。Apple Developer Program の登録が必要。
  - エンタープライズ配布 - 配布端末の台数制限はなく、UDID の登録も不要。Apple Developer Enterprise Program の登録が必要。